# Chiesa di San Sisinio (Mendrisio)
La chiesa di San Sisinio è un edificio religioso di origine altomedievale che si trova a Mendrisio.

## Storia
L'edificio sorse come tempio gentilizio delle famiglie Della Torre e Busioni e in questa veste fu citato nel XIII secolo: una prima menzione, indiretta, risale al 1233, una seconda, diretta, al 1276. La chiesa sorgeva in località Torre, un borgo attestato fino al 1242 circa, quando i milanesi lo strapparono alla famiglia Della Torre. Nel 1451 la chiesa fu affidata all'Ordine dei servi di Maria, che nel 1477 si trasferì nel convento di San Giovanni Battista. Durante questo periodo gli stabili annessi alla chiesa diventarono sede dell'attività conventuale.
L'aspetto dell'edificio, tuttavia, si deve alla famiglia Beroldingen, che si stabilì a Mendrisio nel 1679: da allora, a completamento di un intervento iniziato nel 1593 e destinato a concludersi nel 1692 furono realizzate la corte, la navata divisa in tre campate, il presbiterio, il coro (architettura), le due cappelle laterali e il rialzamento del campanile. Alla fine del XVIII secolo, inoltre, Innocente Regazzoni modificò la navata e nel 1880 Antonio Croci intervenne sul coro, dandogli forma poligonale. La facciata fu modificata in senso neogotico e nel 1865 fu decorata con un affresco di Antonio Rinaldi, ora danneggiato, che raffigura San Sisinnio.

## Galleria d'immagini

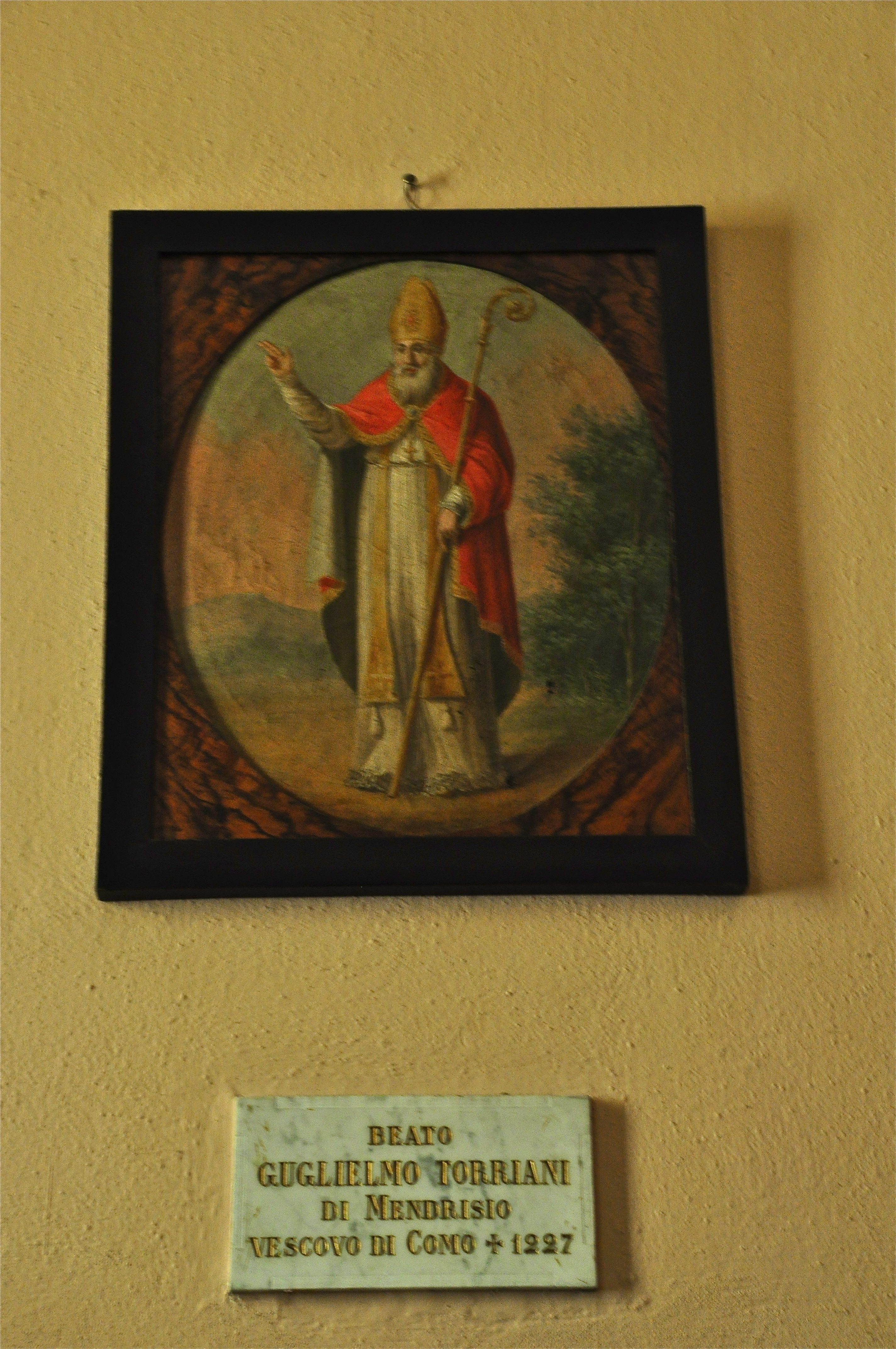
Il Beato Guglielmo della Torre (1160-1227) vescovo di Como. Giovanni Battista Bagutti, 1867
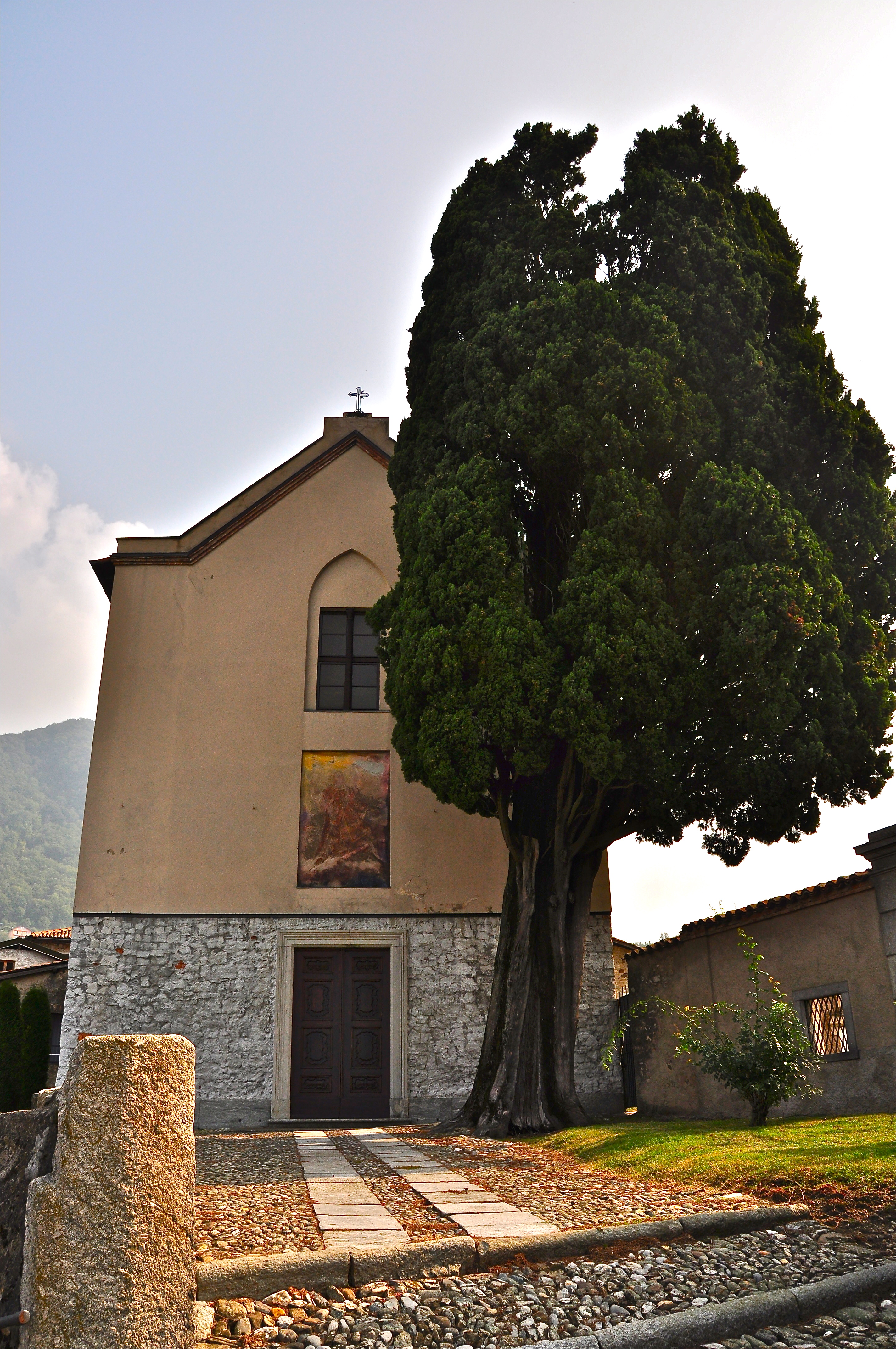
Chiesa di San Sisinio alla Torre: facciata
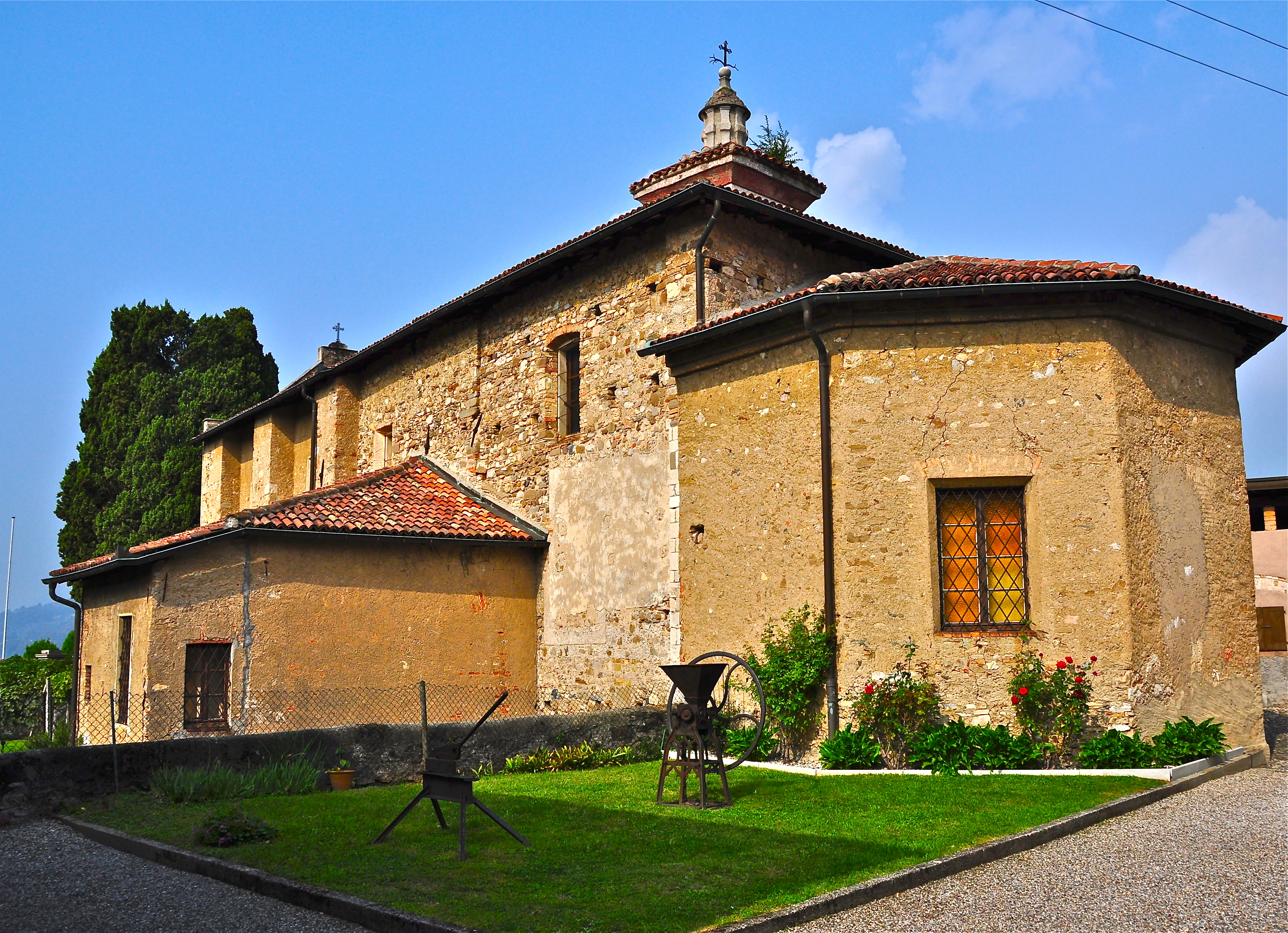
Chiesa di San Sisinio alla Torre: parte absidale
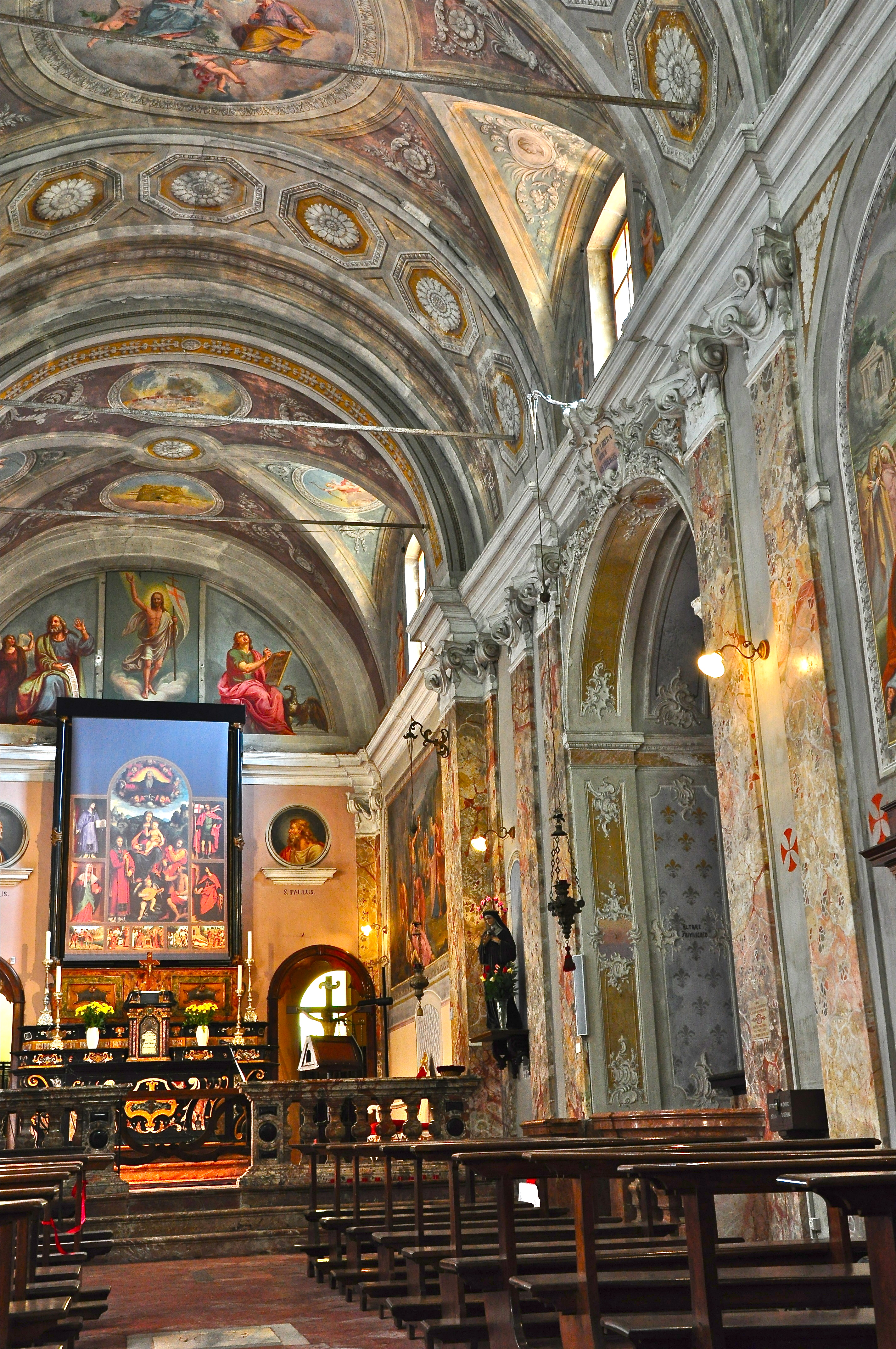
Chiesa di San Sisinio alla Torre: interno
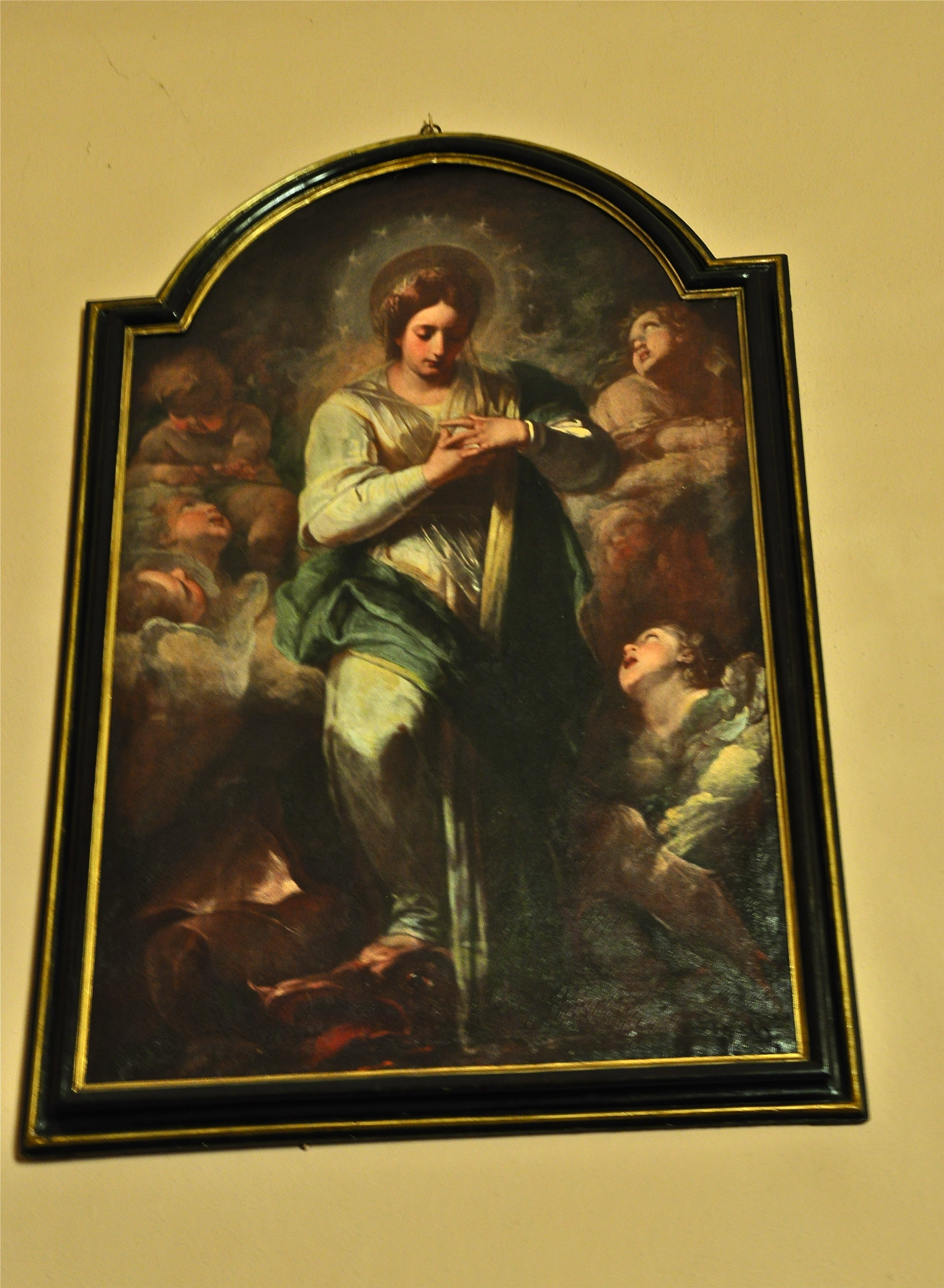
Chiesa di San Sisinio alla Torre: L'Immacolata Concezione
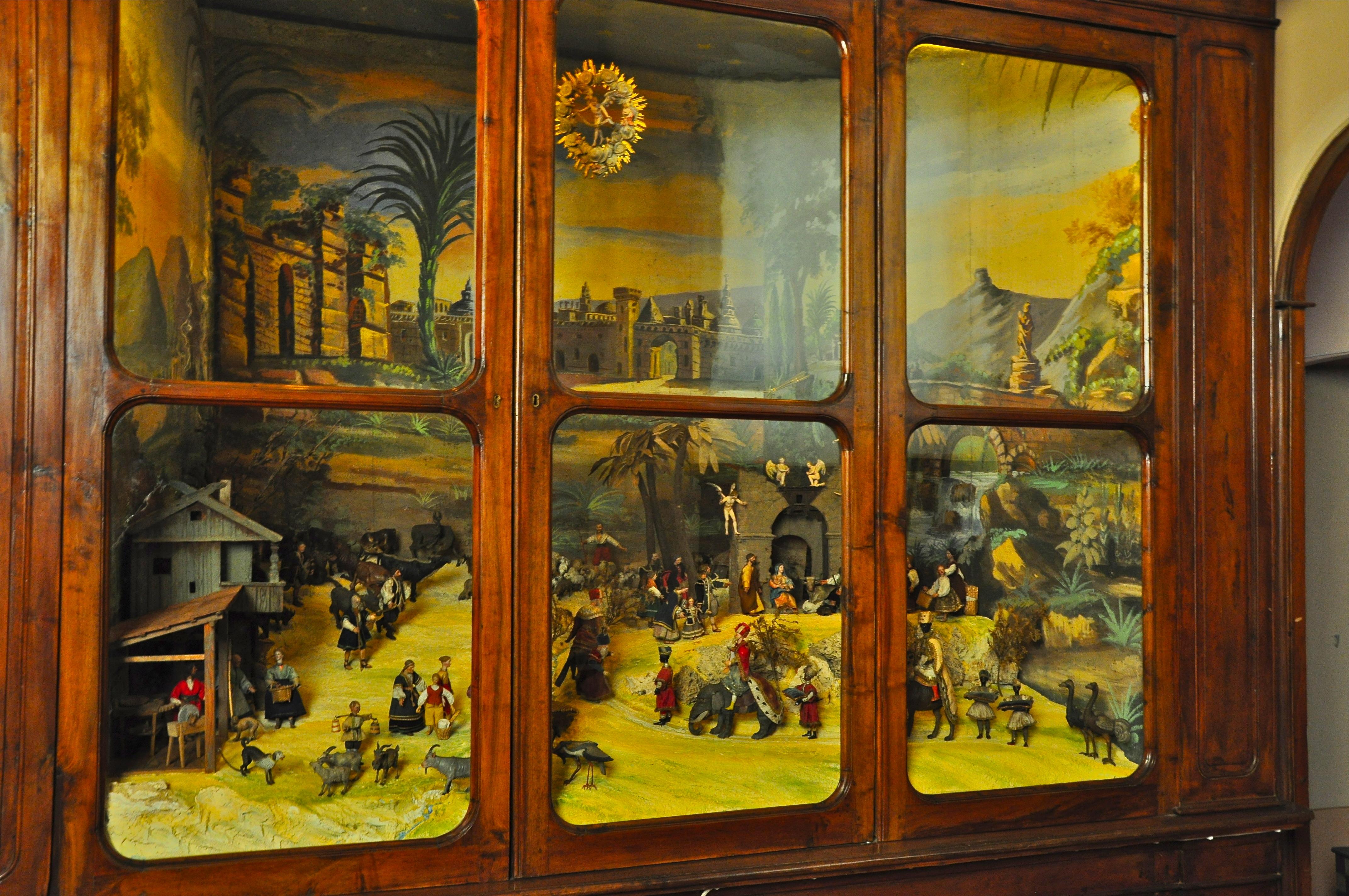
Chiesa di San Sisinio alla Torre:Il presepe settecentesco
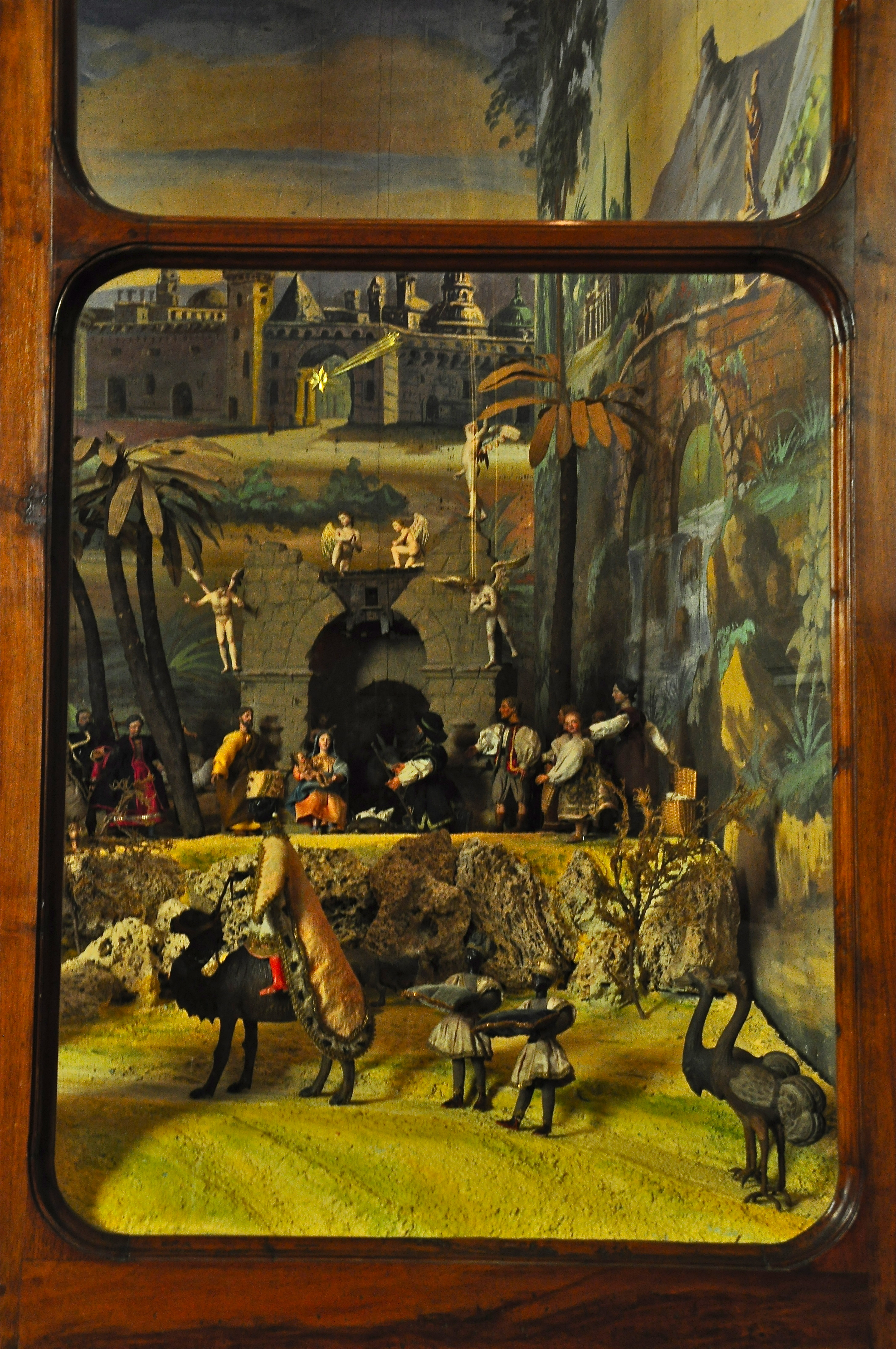
Chiesa di San Sisinio alla Torre:Il presepe settecentesco
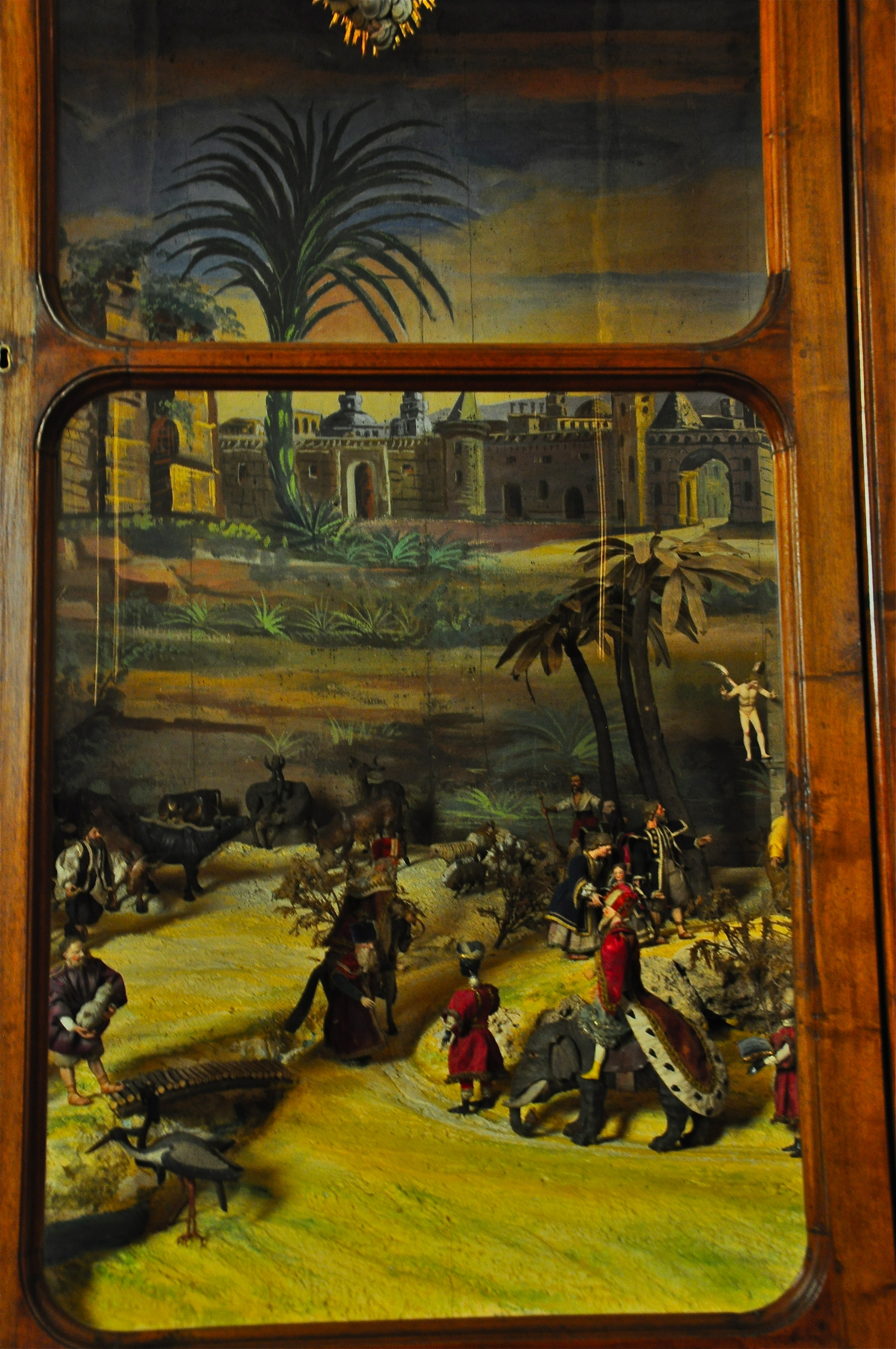
Chiesa di San Sisinio alla Torre:Il presepe settecentesco
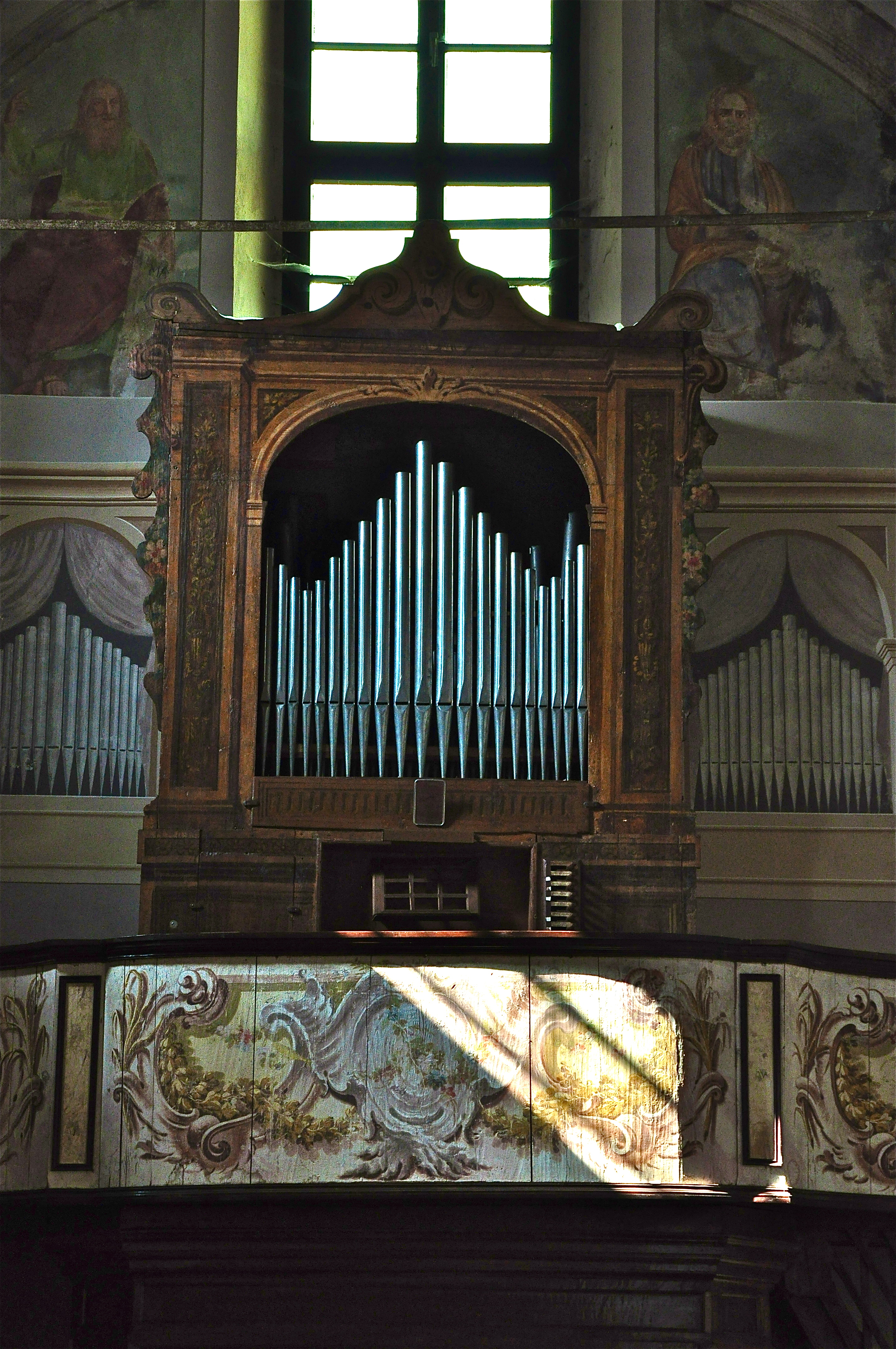
Chiesa di San Sisinio alla Torre: l'organo del Reina del 1768, restaurato nel 1974 dal maestro Livio Vanoni.